# Anthracoidea hostianae
Anthracoidea hostianae är en svampart som beskrevs av B. Lindeb. ex Nannf. 1979. Anthracoidea hostianae ingår i släktet Anthracoidea och familjen Anthracoideaceae.   Inga underarter finns listade i Catalogue of Life.